# Klavdija Kutnar
Klavdija Kutnar, slovenska matematičarka, * 23. december 1980, Ljubljana.
Leta 2003 je diplomirala na Univerzi v Ljubljani in leta 2008 doktorirala na Univerzi na Primorskem. Leta 2010 je prejela Fulbrightovo štipendijo za podoktorsko raziskovalno sodelovanje na Ohio State University v Columbusu, ZDA. Od leta 2003 je zaposlena na Univerzi na Primorskem (UP). 
Leta 2018 je bila na UP izvoljena v naziv redne profesorice za področje Matematika in v raziskovalni naziv znanstvena svetnica. Od 2010 je predstojnica Oddelka za matematiko na UP Inštitutu Andrej Marušič (UP IAM), od 2012 dekanja UP Fakultete za matematiko, naravoslovje in informacijske tehnologije (UP FAMNIT) in od 2015 pomočnica direktorja UP IAM za področje znanstvenoraziskovalnega dela. Leta 2019 je bila kot edina kandidatka izvoljena za rektorico Univerze na Primorskem (za naslednico rektorja Dragana Marušiča). 

## Raziskovalni projekti in znanstveni članki
Raziskovalno se Klavdija Kutnar ukvarja z algebraično teorijo grafov in je članica raziskovalnega programa P1-0285, ki ga financira Javna agencija za raziskovalno dejavnost RS (ARRS), vodi pa prof. dr. Dragan Marušič. V začetku raziskovalne kariere se je ukvarjala tudi z matematično kemijo. Posebej velja izpostaviti njen doprinos pri raziskovanju strukturnih lastnostih posebnih družin simetričnih grafov in še posebej njeno vlogo pri reševanju odprtega problema o obstoju hamiltonskih poti in ciklov v točkovno tranzitivnih in Cayleyevih grafih z izvirno metodo vložitve grafov na ploskve. Sodeluje pri številnih raziskovalnih in bilateralnih projektih na UP IAM in UP FAMNIT. V letih 2010 - 2013 je bila vodja podoktorskega projekta financiranega s strani ARRS. Leta 2018 je kot prva slovenska matematičarka pridobila temeljni raziskovalni projekt, financiran s strani ARRS (J1-9110).  
Klavdija Kutnar redno objavlja znanstvene članke v SCI indeksiranih revijah, tudi najboljših na svojem področju. Med drugim je leta 2012 v reviji Proceedings of the London Mathematical Society s soavtorji objavila članek “Hamilton cycles in (2, odd, 3) - Cayley graphs”.

## Uredništva znanstvenih revij in organizacija mednarodnih srečanj
Od leta 2016 je Klavdija Kutnar članica uredniškega odbora SCI revije Ars Mathematica Contemporanea, od leta 2018 pa tudi glavna urednica te revije. Je tudi članica uredniškega odbora znanstvenih revij “Bulletin of the Institute of Combinatorics and its Applications”, Algebraic Combinatorics in odgovorna urednica znanstvene revije ADAM – The Art of Discrete and Applied Mathematics. 
Sodelovala je pri organizaciji 32 mednarodnih matematičnih srečanj, ki so potekala v Sloveniji, BiH, na Kitajskem, v Rusiji in ZDA. Je namestnica predsednika organizacijskega odbora 8. Evropskega kongresa matematike leta 2020 in članica Mednarodnega posvetovalnega odbora za International Congress of Mathematics 2022, ki bo potekal v St. Petersburgu v Rusiji. S svojimi prispevki se je udeležila 41 mednarodnih matematičnih srečanj (15 x kot vabljena predavateljica – v Angliji, Bolgariji, Kanadi, Italiji, Južni Koreji, na Kitajskem, Madžarskem, v Mehiki, Rusiji, na Slovaškem in v ZDA).

## Strokovno delovanje
Klavdija Kutnar je ustanovna članica in tajnik znanstvenega društva Slovensko društvo za diskretno in uporabno matematiko, Associazione slovena per la matematica discreta e applicata. Od leta 2017 je članica Sveta zavoda “InnoRenew CoE Center odličnosti za raziskave in inovacije na področju obnovljivih materialov in zdravega bivanjskega okolja” in vodja investicijskega projekta “Renewable Materials and Healthy Environments Research and Innovation Centre of Excellence InnoRenew CoE” na UP FAMNIT.
V letu 2017 je bila Klavdija Kutnar s strani ministrice imenovana v Delovno skupino za podporo projektu Ekspertno svetovanje (Peer-Counselling) o financiranju visokega šolstva v Sloveniji. Od leta 2018 je članica Odbora Republike Slovenije za podelitev nagrad in priznanj za izjemne dosežke v znanstvenoraziskovalni dejavnosti. V letu 2019 je Klavdija Kutnar postala Predsednica Sveta Republike Slovenije za visoko šolstvo.

## Družinske povezave
Klavdija Kutnar ima sestro dvojčico Andrejo, ki je leta 2018 prejela Zoisovo priznanje za pomembne znanstvene dosežke na področju lesarstva in je direktorica Centra odličnosti InnoRenew CoE Izola.